# NGC 7781
NGC 7781 је спирална галаксија у сазвежђу Рибе која се налази на NGC листи објеката дубоког неба.
Деклинација објекта је + 7° 51' 39" а ректасцензија 23h 53m 45,9s. Привидна величина (магнитуда) објекта NGC 7781 износи 14,3 а фотографска магнитуда 15,1. NGC 7781 је још познат и под ознакама MCG 1-60-47, CGCG 407-72, PGC 72785.